# Burgruine Hofberg
Die Burgruine Hofberg, auch Hofburg, Schloss Hofberg, Burgruine Obermässing genannt, ist die Ruine einer Hangburg auf 500 m ü. NHN am Hang des „Hofbergs“ über dem Schwarzachtal bei dem Gemeindeteil Obermässing der Stadt Greding im mittelfränkischen Landkreis Roth in Bayern.

## Geschichte
Die Burg wurde Anfang des 13. Jahrhunderts von den 1068 erstmals genannten Herren von Mässingen, Ministeriale der Grafen von Hirschberg, erbaut und 1281 erstmals erwähnt. Die Burg war Verwaltungssitz und diente dem Schutz der im Schwarzachtal vorbeiführenden Handelsstraße.
Der kinderlos gebliebene Berthold von Mässingen vererbte 1285 die Burg und das Dorf Obermässing an den Deutschen Orden, der hier eine zur Ballei Franken gehörende Komturei einrichtete. 1465 erwarb Fürstbischof Wilhelm von Reichenau für das Hochstift Eichstätt die Burg, richtete hier seinen Sommersitz ein, in Obermässing ein Pflegeamt und ließ 1490 die Befestigungen der Burg durch eine neue Ringmauer und 5 Ecktürme verstärken.
Im Deutschen Bauernkrieg nahm 1525 der „Mässinger Haufe“ die Burg ein und plünderte sie ohne Zerstörung. 1670 wurde die Burg von Fürstbischof Marquard zum Wohnschloss umgebaut und nach der Säkularisation von 1803 kam das Schloss in Privatbesitz, wurde teilweise abgerissen und als Steinbruch genutzt. Auch heute sind mehrere Gebäude der Burganlage noch bewohnt, außerdem wurden zusätzlich mehrere Wohnhäuser und landwirtschaftliche Gebäude in der Anlage errichtet. Um 2000 begannen Sanierungsarbeiten durch den Verein für Kultur- und Heimatpflege Greding e. V.

## Baugeschichte und Anlage
Das Areal der Burg Hofberg befindet sich auf halber Höhe am Südosteck des Hofberges, eines Inselberges der Fränkischen Alb. Da das Gelände im Süden und Osten steil abfällt, war die Burg nur im Norden, Westen und Südwesten durch einen breiten Graben gesichert, der im Norden als Halsgraben stärker ausgeprägt war. Der Zugang erfolgte über die im Norden gelegene Vorburg, deren Befestigungsgraben heute verfüllt ist. Bis ca. 1490 besaß die Kernburg eine Ausdehnung von ca. 50 × 50 m. Nach der Vergrößerung umfasste das fünfeckige Hauptburgareal max. 74 × 60 m. Die neue Ringmauer mit fünf Ecktürmen verlief 8–10 m außerhalb der alten und war mit fünf runden halboffenen Ecktürmen bestückt, die mit Schießscharten für Hakenbüchsen versehen waren. Der rechteckige Palas aus Buckelquadermauerwerk lag an der Westseite. Ein weiterer rechteckiger Bau lag im Nordosten. Außerdem war noch eine Burgkapelle (St. Georgskapelle) und vermutlich ein Bergfried vorhanden.
Vom 1670 errichteten Schloss sind im Archiv des Germanischen Nationalmuseums Nürnberg drei Pläne erhalten. Es handelt sich um ein zweiflügeliges Bauwerk, von dem wahrscheinlich nur der langschmale Flügel mit Eckerkern in diesem Zeitraum entstanden ist.
Der spätmittelalterliche zweite Mauerring mit den Ecktürmen ist noch gut erhalten. Die Reste des hochmittelalterlichen Palas und der Torturm aus dem 15. Jahrhundert sind inzwischen stark überwachsen. An einen Hof in der Vorburg ist noch das Torhaus von 1490, ein zweigeschossiger Giebelbau mit Lichtschlitzen, angeschlossen.